# Rosa rugosa
 (juin 2020).
Espèce
Rosa rugosa, le Rosier rugueux, ou Rosier du Japon, en japonais hamanasu (ハマナス, 浜茄子, ou 浜梨, littéralement  « aubergine de rivage » ou « poire de rivage »), est une espèce de plantes à fleurs de la famille des Rosaceae. C'est un rosier classé dans la section des Cinnamomeae, originaire d'Extrême-Orient (nord-est de la Chine, Japon, Corée et sud-est de la Sibérie), où il croît sur les côtes, souvent dans les dunes.
Ce rosier botanique a de très nombreux noms vernaculaires, plusieurs d'entre eux font référence à la ressemblance du fruit à une tomate, par exemple  « tomate de mer » ou « tomate de plage » ; on rencontre aussi « rosier d'embruns »  « rosier de plage ».

## Description

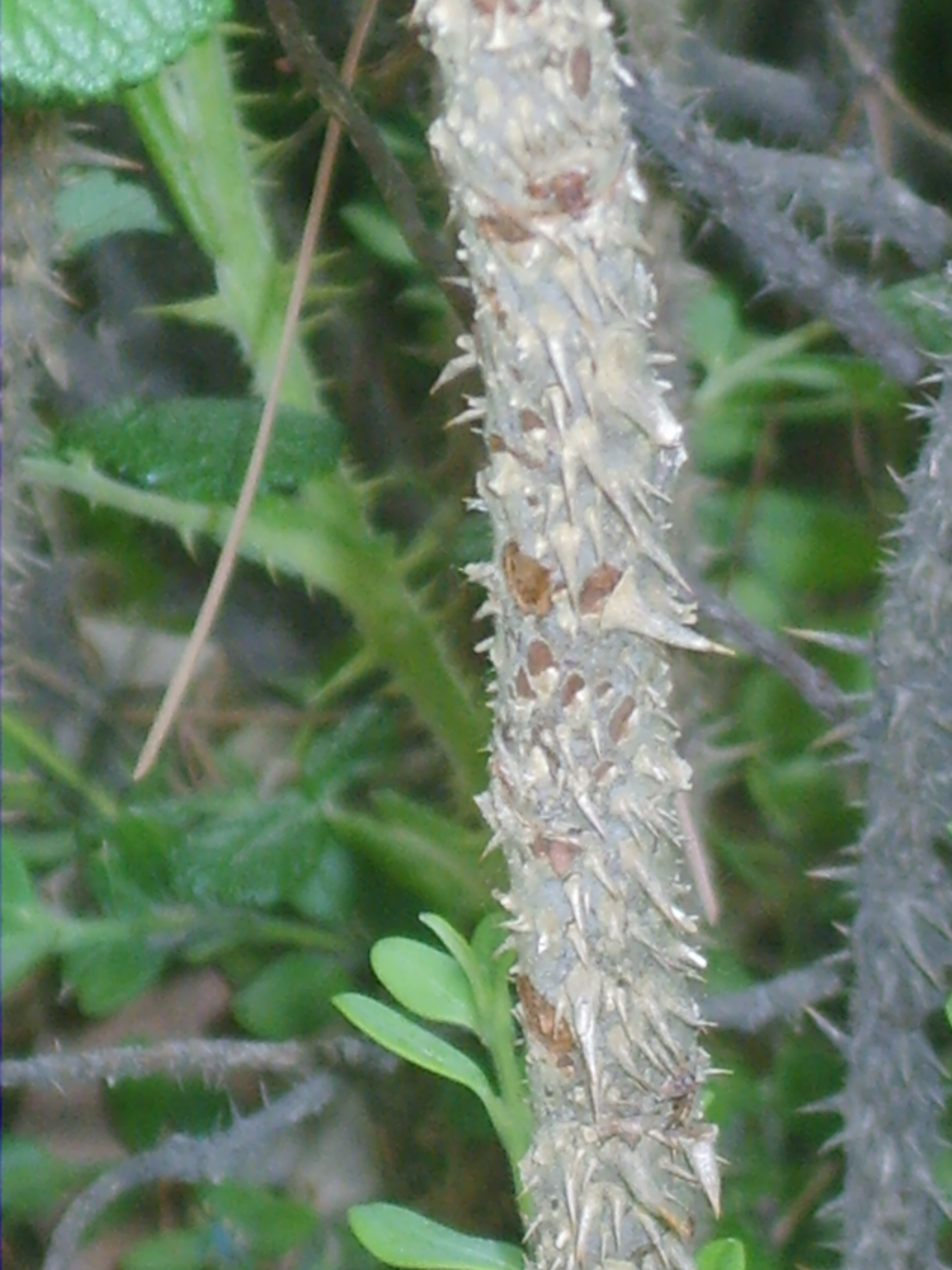
Le rosier rugueux doit son nom à ses feuilles rugueuses et aux très nombreux aiguillons qui recouvrent ses tiges.

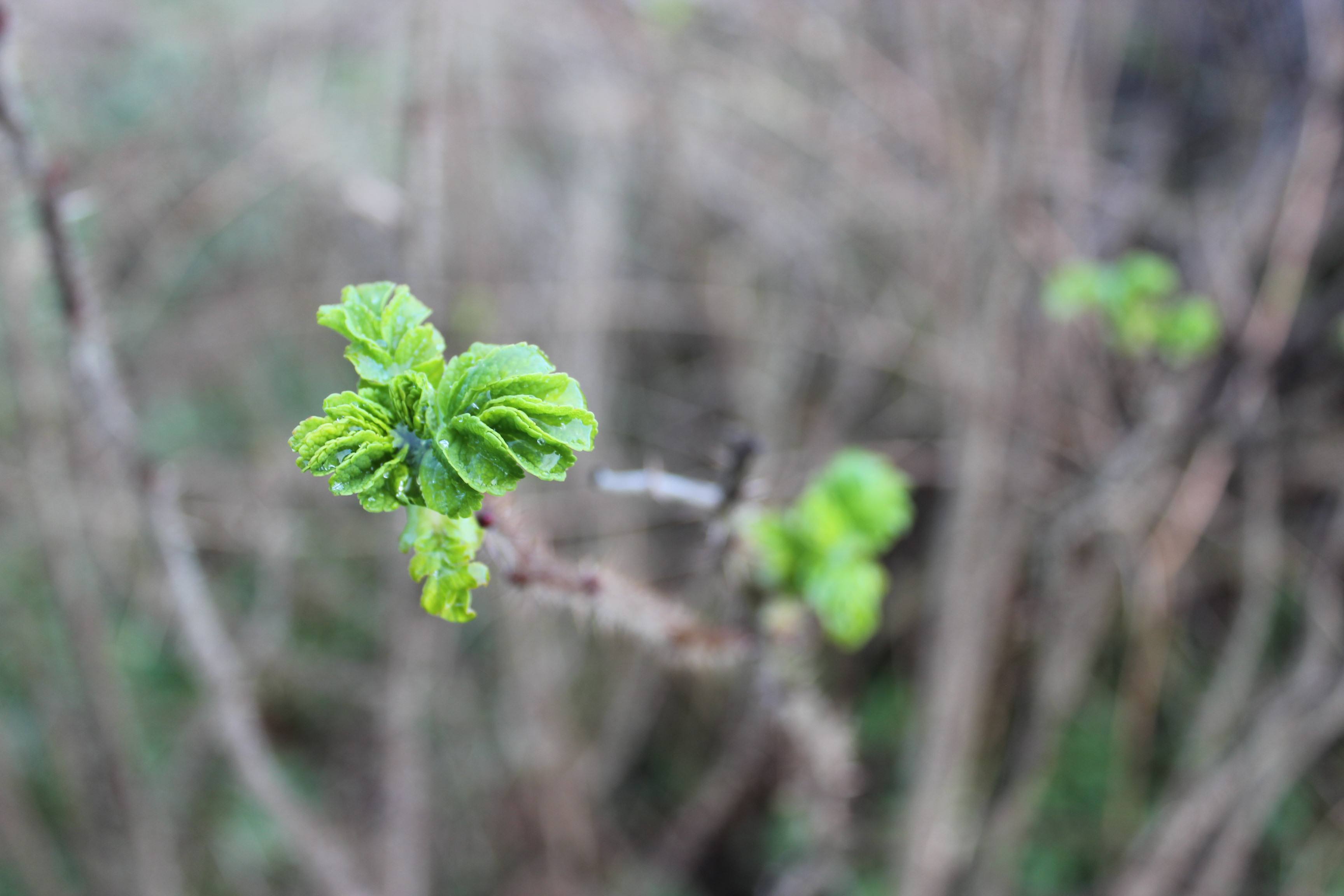
Bourgeons

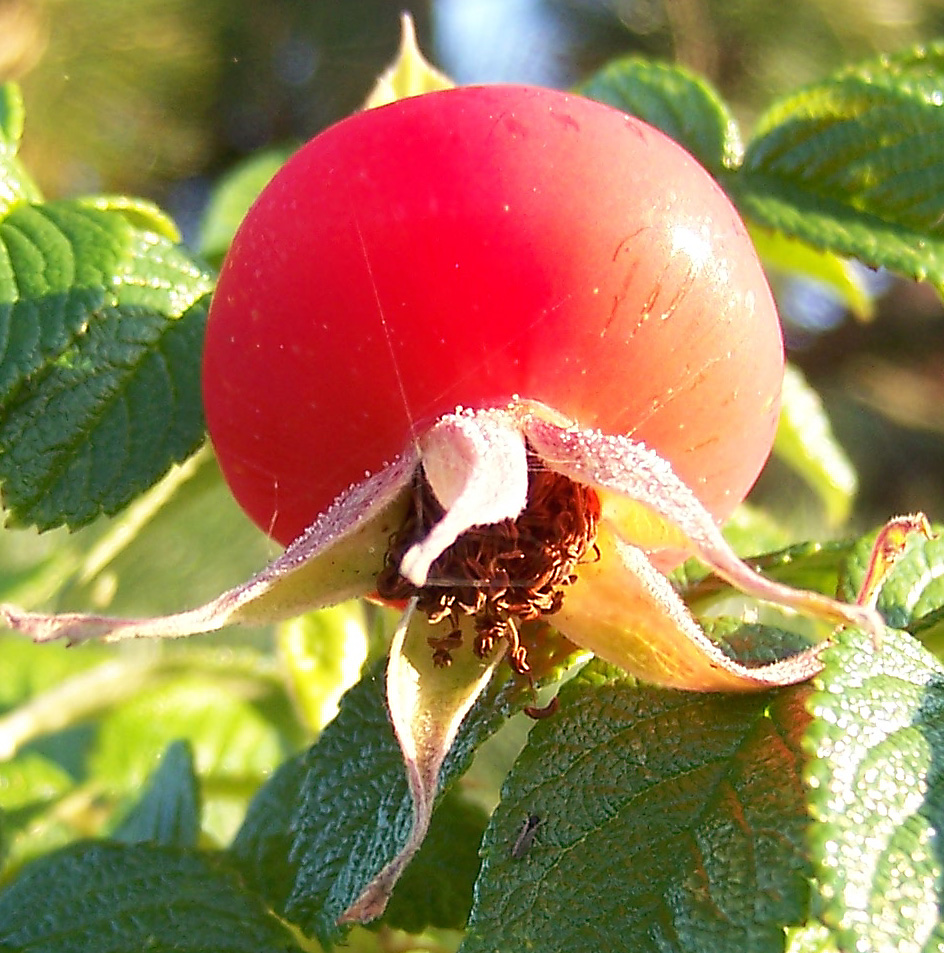
Fruit charnu de Rosa rugosa.

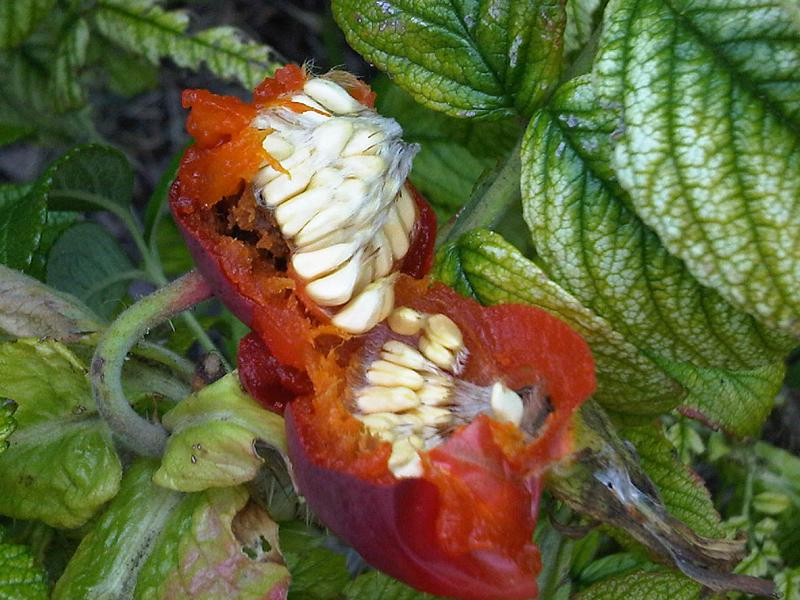
Le cynorrhodon contient une centaine d'akènes qu'on peut semer après vernalisation.

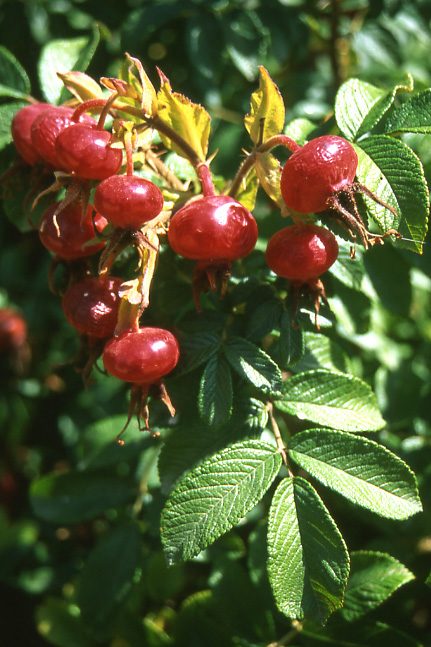
Fruits de Rosa rugosa.

Ce rosier botanique est un arbuste drageonnant qui émet de nouvelles tiges à partir de la souche et forme des fourrés denses de 1 à 1,5 mètre de haut.
Les tiges sont densément recouvertes de nombreux aiguillons droits et courts (3 à 10 mm de longs). Les feuilles, de 8 à 15 cm de long, sont imparipennées composées de 5 à 9 folioles (le plus souvent sept), chaque foliole a 3 à 4 cm de long et des faces nettement ondulées et rugueuses, d'où le nom de l'espèce.
Les fleurs sont agréablement parfumées, de couleur blanche à rose foncé, d'un diamètre de 6 à 9 cm, aux pétales un peu froissés ; la floraison s'étale de l'été à l'automne (de juin à septembre dans l'hémisphère nord). Le rosier rugueux est donc l'un des rares rosiers sauvages remontants.
Les fruits sont assez grands (2 à 3 cm de diamètre) et souvent d'une longueur inférieure au diamètre, et non pas allongés comme la plupart des autres cynorrhodons. Ils sont comestibles et remplis d'une centaine d'akènes. Vers la fin de l'été et le début de l'automne, il arrive souvent que la plante porte en même temps des fruits et des fleurs. Les feuilles virent généralement au jaune brillant en automne avant de tomber.

## Culture
Rosa rugosa a été introduit dans nombre de régions d'Europe et d'Amérique du Nord.
Ce rosier supporte les sols pauvres et sablonneux. Il s'hybride facilement avec de nombreux autres rosiers, est très apprécié des sélectionneurs pour sa très grande résistance au froid (zone USDA 2 à 8) et aux maladies de la rouille et des taches noires.
Il est également extrêmement tolérant aux embruns salés du littoral et aux orages, et c'est souvent le premier arbuste en bord de mer ; sa tolérance au sel le rend très utile pour les plantations le long des routes qui sont soumises régulièrement au salage contre le verglas.
Il est largement utilisé dans les aménagements paysagers pour sa robustesse et son absence de problèmes. Nécessitant peu d'entretien, c'est une plante adaptée pour les plantations en masse d'autant qu'elle pousse très bien sur ses propres racines (semis ou bouture) et n'a donc pas impérativement besoin d'être greffée.
Sa grande résistance au froid permet de rendre la traditionnelle taille annuelle optionnelle.

## Utilisation
Rosa rugosa est largement employé comme plante ornementale notamment sur le bord des routes (voire autoroutes) car il ne demande quasiment aucun entretien et supporte le salage d'hiver.
Au Japon et en Chine, où il est cultivé depuis un millier d'années, on se sert des fleurs suavement odorantes pour faire des pots-pourris.
Ses cynorrhodons comestibles sont très riches en vitamine C (1 cuillère à café de pulpe de cynorrhodons contient autant de vitamine C que 5 oranges). On utilise parfois les pétales ou les cynorrhodons pour faire des confitures et des gelées.

## Variétés
De nombreux cultivars ont été sélectionnés pour un usage horticole, la couleur des fleurs variant du blanc au rouge-pourpre foncé, avec des fleurs semi-doubles ou doubles dans lesquelles  tout ou partie des étamines sont transformées en pétales surnuméraires.
- Rosa rugosa 'Thumbergiana', Rosa rugosa 'rugosa' le type de l'espèce
- Rosa rugosa 'alba' très odorant
- Rosa rugosa 'rosea'
- Rosa rugosa 'rubra' à grandes fleurs rouges
- 'Adantifolia' variété horticole obtenue par Cochet en 1907

## Hybrides
Parmi les cultivars les plus populaires, on peut citer :
- Rosa rugosa repens alba ou Rosa × paulii Rehd.et Rosa rugosa repens rosea Hort. ou Rosa × paulii 'Rosea (Rosa rugosa × Rosa arvensis
- 'Agnès' obtenue au Canada en 1922 (Rosa rugosa × Rosa persiana) aux fleurs très doubles de couleur pêche.
- 'Belle Poitevine' (Bruant, 1894) à fleurs plates rose poupre tout l'été
- 'Blanc Double de Coubert' (Cochet-Cochet, 1892) blanc, parfumé, semi-doubles et son sport très double 'Souvenir de Philémon Cochet'
- 'Fimbriata' à petites fleurs doubles dentelées rappelant des œillets (1891 Morlet) (Rosa rugosa × 'Mme Alfred Carrière')
- 'Frau Dagmar Hastrup' (rose, simple),
- 'Madame Georges Bruant' à fleurs blanches, semi-doubles
- 'Pink Grootendorst' à fleurs roses virant au rouge, semi-doubles
- 'Roseraie de l'Haÿ' (1901 Cochet-Cochet) à grandes fleurs plates, rouge cramoisi, parfumées
- 'Scabosa' d'origine inconnue, à fleurs simples rouge
- 'Schneezwerg' ou Snowdarf' (Lambert 1891 Rosa rugosa × polyantha blanc ou Rosa bracteata à fleurs blanches sur trois rangées, de juin à septembre.

## Galerie

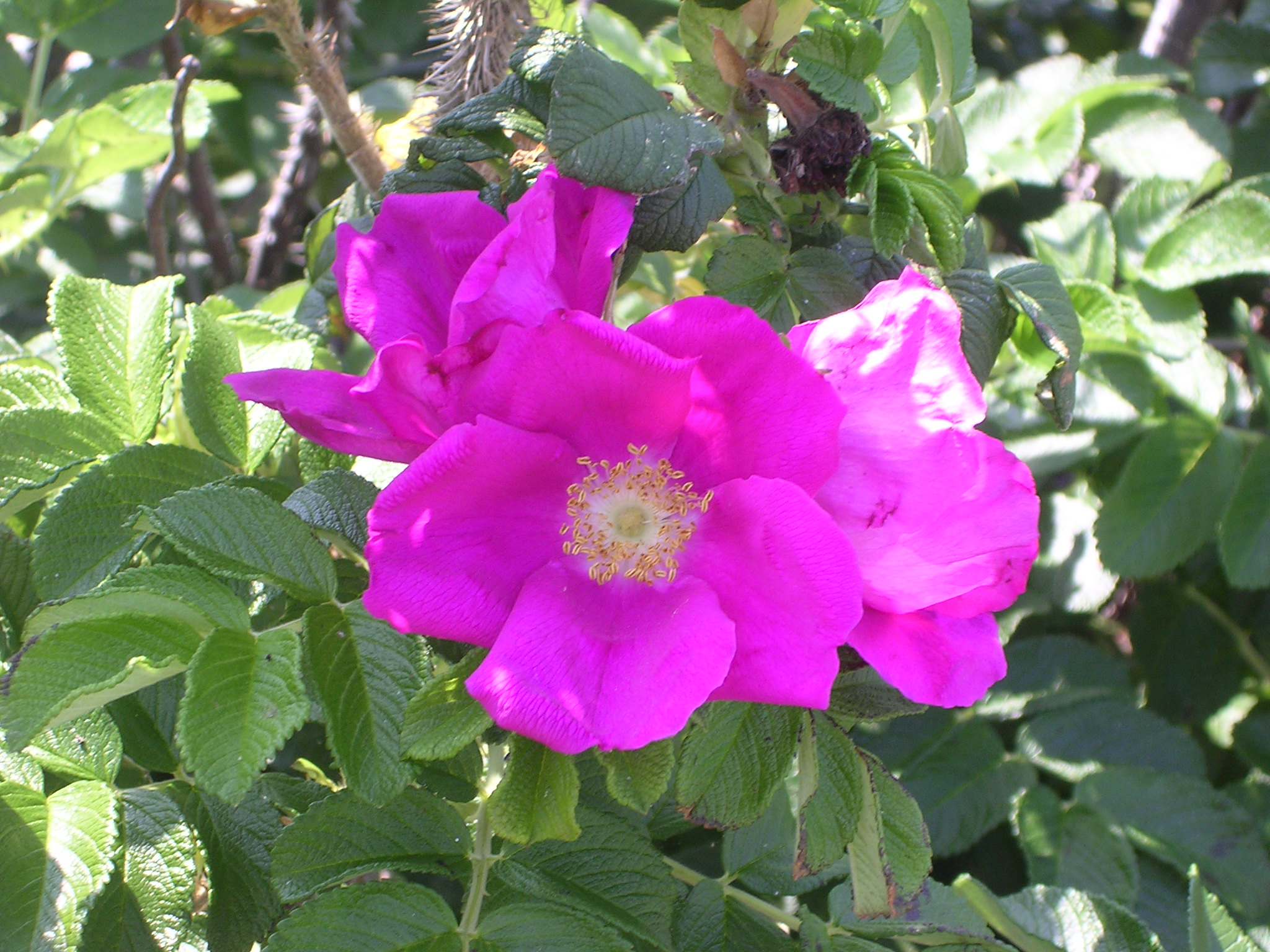
Rosa rugosa simple rose, semblable au type sauvage.
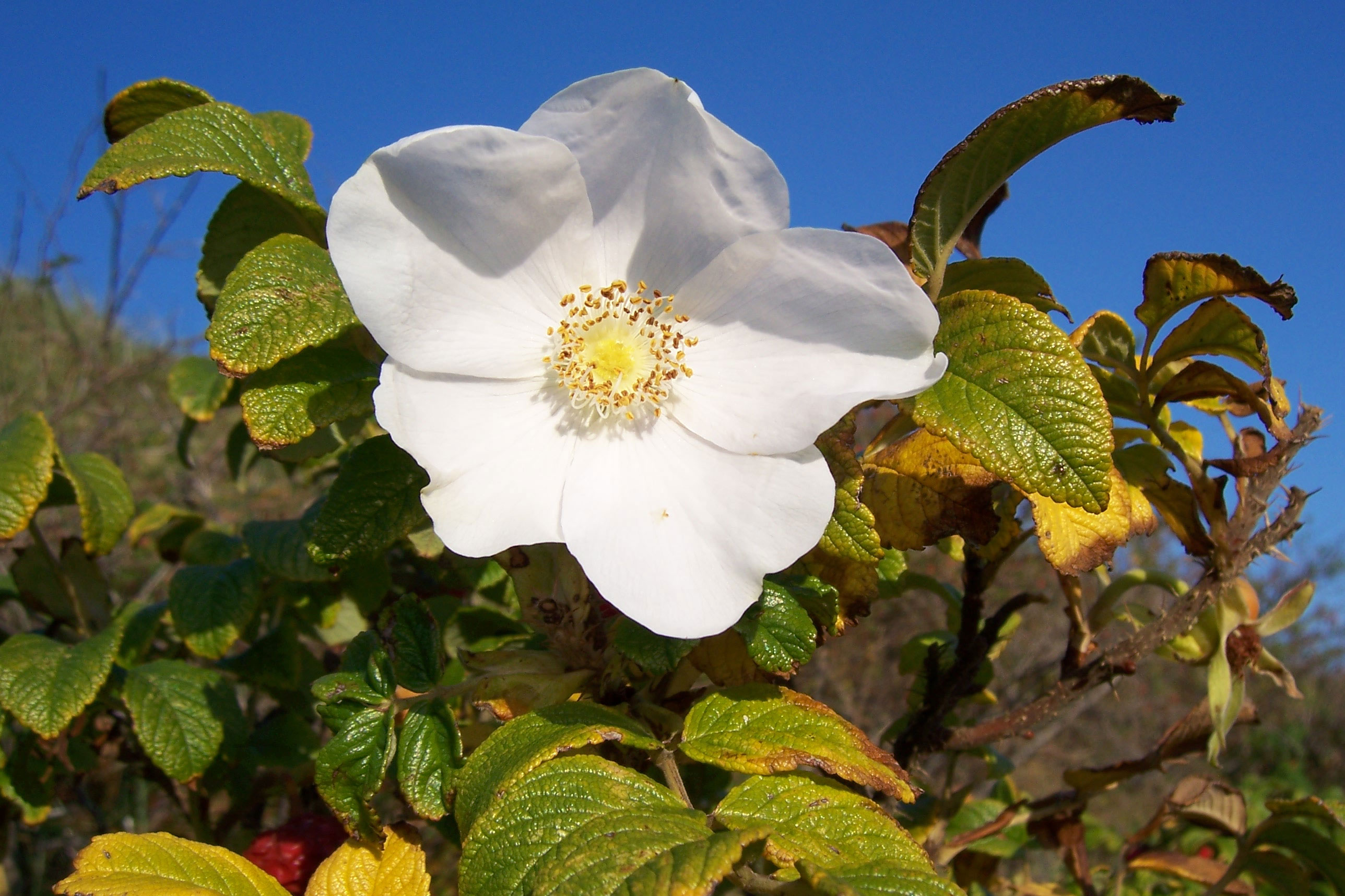
Rosa rugosa simple blanche.
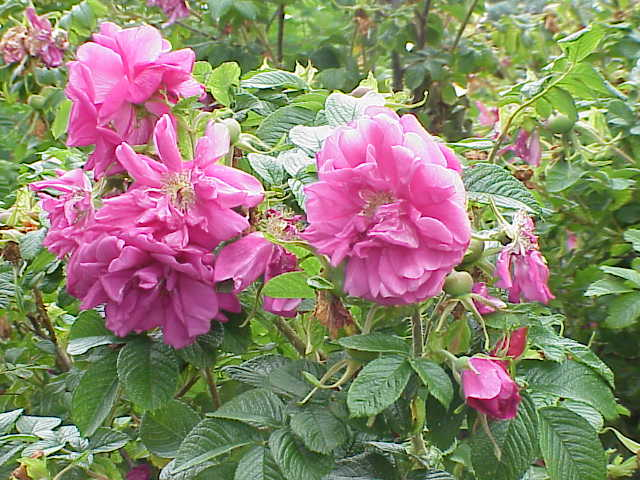
Cultivar 'Hansa' à fleurs doubles.
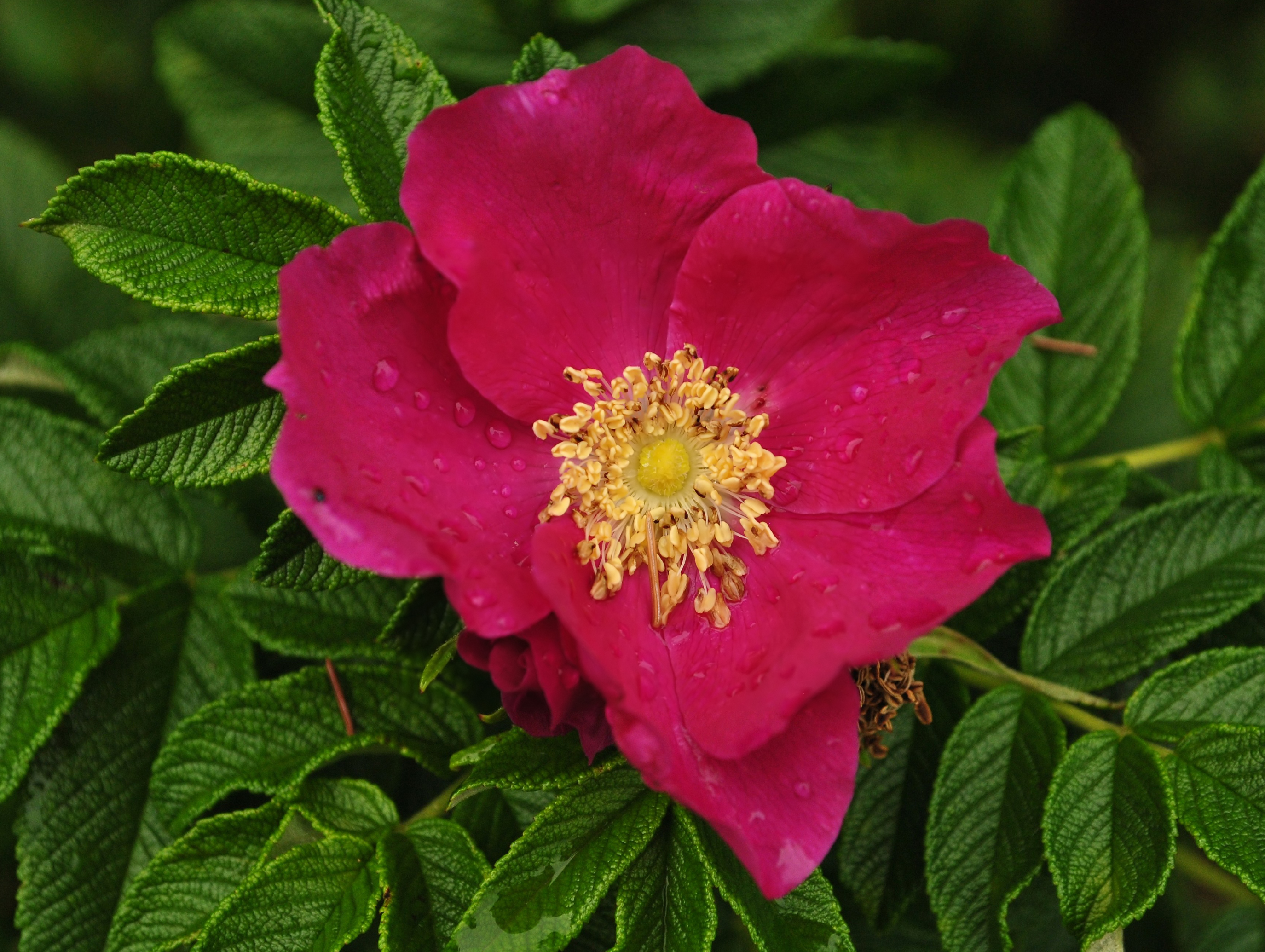
Un spécimen observé au Québec, sur la rive du Saint-Laurent.

## Plante invasive
Aujourd'hui, la belle étrangère venue d'Asie est considérée comme une plante invasive dans certaines régions. Elle figure sur la liste des « cent pires » espèces végétales invasives du répertoire européen DAISIE. Finlandais, Belges et Danois ne la recommandent plus en climat océanique où elle peut facilement supplanter les espèces indigènes et proliférer jusqu'à bloquer l'accès aux dunes aux baigneurs.

## Synonymes
Rosa rugosa a pour synonymes :
- Rosa andreae Lange[2]
- Rosa coruscans Waitz ex Link[2]
- Rosa fastuosa K.Koch[2]
- Rosa ferox Lawr., 1799[3]
- Rosa ferox Lawrance[2]
- Rosa kamtschatica Vent., 1802[2],[3]
- Rosa maikwai H.Hara[2]
- Rosa pubescens Baker[2]
- Rosa regeliana Linden & André, 1871[2],[3]
- Rosa rugosa var. alba Rehder[3]
- Rosa rugosa var. alboplena Rehder[3]
- Rosa rugosa var. chamissoniana C.A.Mey.[2]
- Rosa rugosa var. rosea Rehder[3]